# Rio Santa Rosa (Equador)
O rio Santa Rosa é um curso de água do Equador.